# (4877) Humboldt
(4877) Humboldt (5066 T-2) – planetoida z pasa głównego asteroid okrążająca Słońce w ciągu 4,27 lat w średniej odległości 2,63 j.a. Została odkryta 25 września 1973 roku przez Cornelisa van Houtena i Toma Gehrelsa.